# Jean-François Imbernon
Pas d'image ? Cliquez ici

a Compétitions nationales et continentales officielles uniquement.

b Matchs officiels uniquement.
Jean-François Imbernon, né le 17 octobre 1951 à Perpignan ou Sahorre (France) selon les sources, est un joueur international français de rugby à XV. Il est deuxième ligne à l'USA Perpignan.
Son association en deuxième ligne avec Michel Palmié était redoutée au niveau international.

## Biographie
Jean-François Imbernon naît le 17 octobre 1951 à Perpignan, ou Sahorre selon les sources.
Il commence la pratique sportive par le basket-ball à Sahorre puis se met au rugby à XV à la JO Prades avant de signer à l'AS Bages. Par la suite, il rejoint l'USA Perpignan.
Il fait partie du XV de France qui réussit l'exploit de remporter le Grand Chelem lors du Tournoi des Cinq Nations 1977, le deuxième de l'histoire de l'équipe de France, avec les quinze mêmes joueurs qui disputent l'ensemble des matchs du Tournoi, fait unique dans l'histoire de ce dernier. Cette même année, il s'incline 12 à 4 en finale du Championnat de France avec son club de l'USA Perpignan contre l'AS Béziers.
Le 1er mai 1980, il participe au premier match des Barbarians français contre l'Écosse à Agen. Les Baa-Baas l'emportent 26 à 22.
En début d'année 1981, il est sélectionné avec l'équipe de France pour le Tournoi des Cinq Nations. Le XV de France remporte tous ses matchs et réussit le Grand Chelem, le deuxième pour Jean-François Imbernon. Le 15 mai suivant, il joue le deuxième match des Barbarians français, contre Crawshay's à Clermont-Ferrand. Les Baa-Baas l'emportent 34 à 4.
Lors du Tournoi des Cinq Nations 1982, afin d'éviter la Cuillère de bois à la France et le Grand Chelem de l'Irlande, Jacques Fouroux rappelle d'anciens internationaux dont Imbernon qui souffre d'une entorse à la cheville avec arrachement des ligaments. La France s'impose 22 à 9 et empêche l'Irlande de réaliser le Grand Chelem.
Durant sa carrière de joueur, il subit de nombreuses blessures.

## Statistiques en équipe nationale
Jean-François Imbernon compte 23 sélections en équipe de France, de sa première cape face à l'Irlande, le 8 février 1976, à sa dernière le 19 mars 1983 face au pays de Galles.
Il prend part à sept éditions du Tournoi des Cinq Nations, en 1976, 1977, 1978, 1979, 1981, 1982 et 1983.
Il dispute également deux tournées, en 1976 et 1977.
| Année | Compétition              | Matchs | Points | Essais |
| ----- | ------------------------ | ------ | ------ | ------ |
| 1976  | Tournoi des Cinq Nations | 3      | -      | -      |
| 1976  | Test matchs              | 2      | -      | -      |
| 1977  | Tournoi des Cinq Nations | 4      | -      | -      |
| 1977  | Test matchs              | 4      | -      | -      |
| 1978  | Tournoi des Cinq Nations | 1      | -      | -      |
| 1978  | Test matchs              | 1      | -      | -      |
| 1979  | Tournoi des Cinq Nations | 1      | -      | -      |
| 1981  | Tournoi des Cinq Nations | 4      | -      | -      |
| 1982  | Tournoi des Cinq Nations | 1      | -      | -      |
| 1983  | Tournoi des Cinq Nations | 2      | -      | -      |
| Total | Total                    | 23     | 0      | 0      |

## Palmarès

### En club
- Finaliste du Championnat de France juniors A en 1970 avec l'AS Bages.
- Co-champion de France de la Coupe junior Frantz Reichel en 1971 avec l'AS Bages.
- Finaliste du Championnat de France en 1977 avec l'USA Perpignan.

### En équipe nationale
- Vainqueur du Tournoi des Cinq Nations en 1977 (Grand Chelem), 1981 (Grand Chelem) et 1983 (victoire partagée avec l'Irlande) avec l'équipe de France.
- Vainqueur des Jeux méditerranéens en 1979 avec l'équipe de France.